# Rhodiola alterna
Rhodiola alterna là một loài thực vật có hoa trong họ Crassulaceae. Loài này được S.H. Fu miêu tả khoa học đầu tiên năm 1979.